# Єдиний механізм вирішення
Єди́ний механі́зм ви́рішення (ЄМВ) — один із підвалин банківського союзу Європейського Союзу. Єдиний механізм вирішення набув чинности 19 серпня 2014 року та безпосередньо відповідає за врегулювання юридичних осіб і груп, які безпосередньо контролюються Європейським центральним банком, а також інших транскордонних груп. Централізоване прийняття рішень побудовано навколо Єдиної ради з вирішення (SRB), яка складається з голови, заступника голови, чотирьох постійних членів і відповідних національних органів з вирішення проблеми (ті, де банк має свою штаб-квартиру, а також філії та/або дочірні компанії).
Після отримання повідомлення від ЄЦБ про те, що банк є неплатоспроможним або може збанкрутувати, Рада ухвалює схему врегулювання, включаючи відповідні інструменти врегулювання та будь-яке використання Єдиного фонду врегулювання, створеного Регламентом (ЄС) № 806/2014 про ЄМВ. Єдиний фонд врегулювання допомагає забезпечити єдину адміністративну практику у фінансуванні врегулювання в рамках ЄМВ. До 1 січня 2024 року доступні фінансові кошти SRF досягнуть цільового рівня щонайменше 1% від суми гарантованих депозитів усіх кредитних установ, уповноважених у всіх державах-членах, що беруть участь у ЄМВ.
Єдиний фонд врегулювання проблем (SRF) для фінансування реструктуризації банкротних кредитних установ був створений як невід’ємна частина ЄМВ відповідно до додаткової міжурядової угоди після її ратифікації. Якщо буде вирішено врегулювати банк, який зіткнувся з серйозними труднощами, його вирішення буде здійснюватися ефективно, з мінімальними витратами для платників податків і реальної економіки. За надзвичайних обставин можна отримати доступ до Єдиного фонду врегулювання (SRF), який фінансується самим банківським сектором. SRF створюється під контролем SRB. Загальний цільовий розмір Фонду становитиме щонайменше 1% гарантованих депозитів усіх банків у державах-учасницях Банківського союзу. СРФ буде створено протягом восьми років, починаючи з 2016 року. До липня 2023 року SRF досяг розміру €77,6 млрд.

## Історія

### Початкове законодавство
ЄМВ було введено в дію за допомогою Регламенту та Міжурядової угоди (IGA), які називаються:
- Регламент Європейського Парламенту та Ради, що встановлює єдині правила та єдину процедуру для врегулювання кредитних установ та певних інвестиційних компаній у рамках Єдиного механізму врегулювання та Єдиного фонду врегулювання банків та вносить зміни до Регламенту (ЄС) № 1093/2010 Європейського Парламенту та Ради  [4]
- Угода про передачу та взаємне внесення внесків до Єдиного фонду врегулювання.

Запропонований Регламент був висунутий Європейською Комісією в липні 2013 року, щоб доповнити першу опору банківського союзу, а саме Європейський банківський нагляд. Деталі деяких аспектів функціонування SRF, включаючи передачу та взаємне розподіл коштів від національних органів до централізованого фонду, були виділені з Регламенту в IGA через занепокоєння, особливо Німеччини, щодо того, що вони несумісні з чинними договорами ЄС.
Європейська комісія стверджувала, що централізація механізму врегулювання для держав-учасниць дозволить приймати більш скоординовані та своєчасні рішення щодо слабких банків. Уповноважений з питань внутрішнього ринку та послуг Мішель Барньє заявив, що «забезпечивши, щоб нагляд і врегулювання були узгоджені на центральному рівні, залучаючи всіх відповідних національних гравців і підкріплюючись відповідним механізмом фінансування врегулювання, це дозволить більш ефективно керувати банківськими кризами в банківському союзі та сприятиме розриву зв’язку між суверенними кризами та проблемними банками».
Рейтингові агентства заявили про своє схвалення цього заходу та вважають, що це спричинить підвищення європейських рейтингів і кредитів, оскільки це обмежить вплив банкрутства банку. Критики висловили занепокоєння тим, що цей механізм призведе до того, що гроші платників податків суверенних держав будуть використані для погашення банкрутства банків інших країн.
Парламент і Рада Європейського Союзу досягли згоди щодо Регламенту 20 березня 2014 р. Європейський парламент схвалив Регламент 15 квітня 2014 року, а Рада наслідувала цей приклад 14 липня, що призвело до його набуття чинності 19 серпня 2014 року ЄМВ автоматично застосовується до всіх членів SSM, і держави, які не беруть участі в SSM, не можуть брати участь у ЄМВ.
Деякі положення Регламенту були застосовані з 1 січня 2015 року, але повноваження здійснювати санацію банків не застосовувалися до 1 січня 2016 року та залежали від набрання чинності міжурядової угоди.

### Міжурядова угода
IGA було підписано 26 державами-членами ЄС (усі, крім Швеції та Великої Британії, останнє вийшло з ЄС) 21 травня 2014 року, і відкрите для приєднання для будь-яких інших держав-членів ЄС. Він мав набути чинности в перший день другого місяця після здачі на зберігання ратифікаційних документів державами, які представляють принаймні 90% зваженої кількості голосів держав-учасниць SSM і ЄМВ, і застосовувався з 1 січня 2016 року, оскільки Регламент набув чинності, але лише для держав-учасниць SSM і ЄМВ. У IGA зазначено, що підписанти мають намір включити положення IGA до структур ЄС протягом 10 років.
Станом на 9 лютого 2023 року 24 держави, включаючи всіх членів єврозони, ратифікували міжурядову угоду (IGA). Достатня кількість держав-членів, що перевищила 90% голосів держав-членів, необхідних для набуття чинності, ратифікувала IGA до 30 листопада, що дозволило SRB взяти на себе повну відповідальність за виведення банків з ринку, як і було заплановано, з 1 січня 2016 року. Єдиними державами єврозони, які не завершили ратифікацію угоди на той час, були Греція та Люксембург. Греція зробила це в грудні, тоді як Люксембург наслідував її приклад в лютому 2016 року.
Рада керуючих ЄЦБ 24 червня 2020 року вирішила укласти угоду про тісну співпрацю з центральними банками Болгарії та Хорватії. Угоди про тісну співпрацю набувають чинності 1 жовтня 2020 року, після чого на них поширюється дія угоди SRF.
| Держава-член      | QM голосування | QM вага | Ратифікація       |
| ----------------- | -------------- | ------- | ----------------- |
| Франція           | 29             | 12,95%  | 19 червня 2015    |
| Німеччина         | 29             | 12,95%  | 28 жовтня 2015    |
| Італія            | 29             | 12,95%  | 30 листопада 2015 |
| Польща            | 27             | –       | –                 |
| Іспанія           | 27             | 12,05%  | 15 жовтня 2015    |
| Румунія           | 14             | –       | 2 березня 2017    |
| Нідерланди        | 13             | 5,80%   | 11 листопада 2015 |
| Бельгія           | 12             | 5,36%   | 27 листопада 2015 |
| Чехія             | 12             | –       | 15 лютого 2021    |
| Греція            | 12             | 5,36%   | 4 грудня 2015     |
| Угорщина          | 12             | –       | 29 грудня 2015    |
| Португалія        | 12             | 5,36%   | 23 жовтня 2015    |
| Австрія           | 10             | 4,46%   | 17 листопада 2015 |
| Болгарія          | 10             | –       | 13 грудня 2018    |
| Хорватія          | 7              | –       | 15 вересня 2020   |
| Данія             | 7              | –       | –                 |
| Фінляндія         | 7              | 3,13%   | 24 червня 2015    |
| Ірландія          | 7              | 3,13%   | 26 листопада 2015 |
| Литва             | 7              | 3,13%   | 25 листопада 2015 |
| Словаччина        | 7              | 3,13%   | 4 лютого 2015     |
| Кіпр              | 4              | 1,79%   | 14 жовтня 2015    |
| Естонія           | 4              | 1,79%   | 25 листопада 2015 |
| Латвія            | 4              | 1,79%   | 4 грудня 2014     |
| Люксембург        | 4              | 1,79%   | 5 лютого 2016     |
| Словенія          | 4              | 1,79%   | 25 листопада 2015 |
| Мальта            | 3              | 1,34%   | 30 листопада 2015 |
| Європейський Союз | 313            | 100,00% | 24 держав         |

Оновлений план реформування ЄВС, опублікований у червні 2015 року п’ятьма президентами Ради, Європейською комісією, ЄЦБ, Єврогрупою та Європейським парламентом, окреслив дорожню карту для інтеграції Фіскального договору та угоди про Єдиний фонд врегулювання в рамки законодавства ЄС до червня 2017 року та міжурядового Європейського механізму стабільності до 2025 року. Пропозиції Європейської комісії щодо включення сутності Фіскального договору в законодавство ЄС і створення Європейського валютного фонду на заміну ESM були опубліковані в грудні 2017 року.
30 листопада 2020 року міністри фінансів Єврогрупи погодилися внести зміни до міжурядової угоди та договору про заснування відповідно SRF та ESM. Пропозиція щодо реформи була заблокована місяцями через вето італійського уряду.  Ратифікація поправок державами-членами триває, і станом на грудень 2023 року Італія є єдиною державою-членом єврозони, яка ще не ратифікувала поправки. Пропоновані поправки включають:
- Створення ESM як «запобіжного механізму» для Єдиного фонду врегулювання (SRF) через відновлювану кредитну лінію.
- Реформа управління ESM
- Обов’язкове введення положень про колективні дії з єдиною частиною (CAC) у нові випущені суверенні облігації єврозони
- Зміни критеріїв прийнятності до інструментів запобіжної фінансової допомоги
- Уточнення та розширення мандату ESM щодо економічного управління;

27 січня 2021 року країни-члени підписали поправку до Угоди SRF (яка створить ESM як механізм підтримки SRF), і її ратифікація триває. Станом на 10 серпня 2023 року поправку ратифікували 22 держави: серед 24 держав, які ратифікували міжурядову угоду (IGA), що вводить в дію ЄМВ, поправку ще не ратифікували лише Італія та Чехія.

## Функціонування

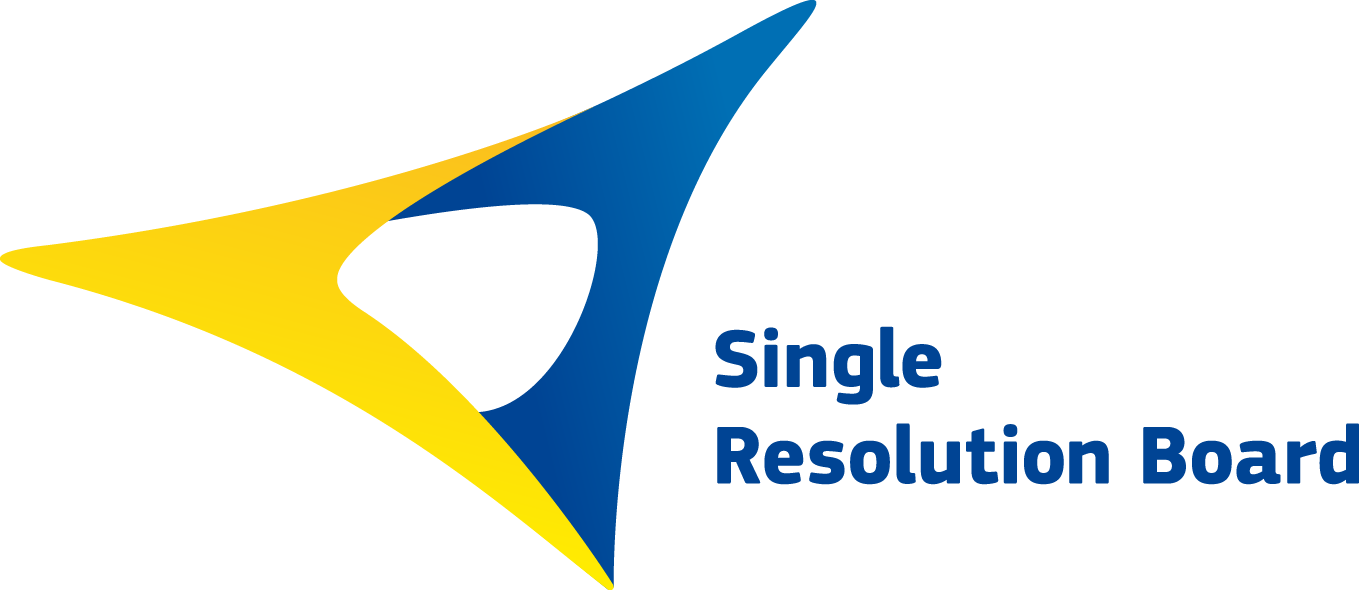
Логотип Single Resolution Board до 2023 року.

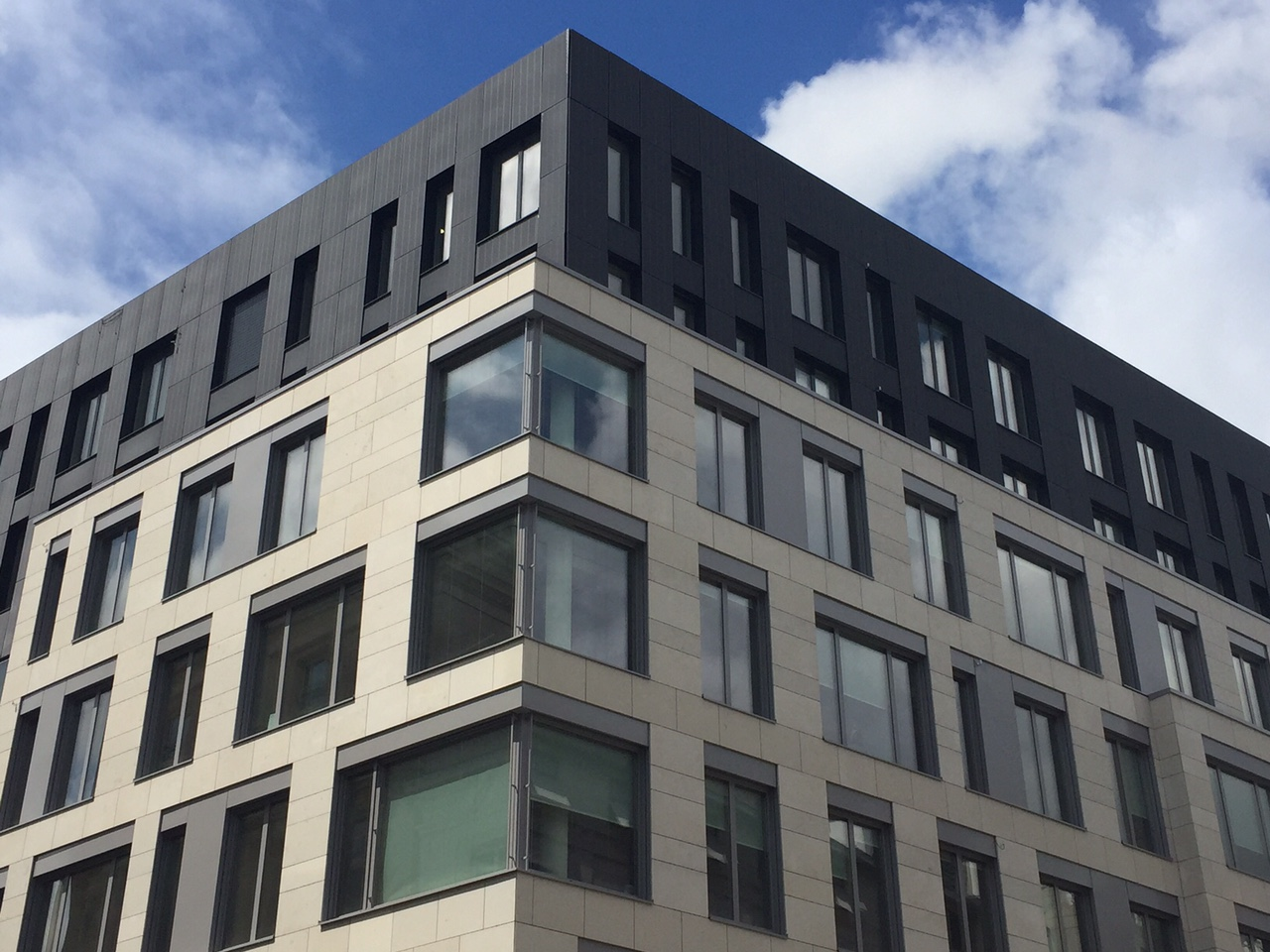
До 2018 року штаб-квартира Єдиної ради з питань вирішення питань за адресою: Treurenberg, 22, Брюссель.

ЄМВ дозволяє реструктуризувати проблемні банки, що діють в рамках SSM (а також інші транскордонні групи), за допомогою різноманітних інструментів, включаючи фонди порятунку з централізованого SRF, оцінені щонайменше в 1% гарантованих депозитів усіх кредитних установ, авторизованих у всіх державах-учасницях (за оцінками, близько 55 мільярдів євро), які будуть заповнені внесками банків-учасників протягом восьмирічної фази створення. Це допомогло б пом’якшити вплив банкротних банків на суверенний борг окремих держав. ЄМВ також займається ліквідацією нежиттєздатних банків. Єдина рада з вирішення несе пряму відповідальність за врегулювання значущих банків, які перебувають під наглядом ЄЦБ, а також інших транскордонних груп, тоді як національні органи влади візьмуть на себе ініціативу в невеликих банках.
Як і SSM, Регламент ЄМВ охоплюватиме всі банки в єврозоні, а інші держави мають право приєднатися. Схвалений Європарламентом текст регламенту передбачає, що всі держави-учасниці SSM, включно з державами поза єврозоною, які підписали угоду про «тісну співпрацю», автоматично стануть учасниками ЄМВ. Станом на 2023 рік це включає всі 20 країн єврозони, а також Болгарію, яка має угоду про тісну співпрацю.
Єдина рада з вирішення (SRB) була створена в 2014 році Регламентом (ЄС) № 806/2014 про Єдиний механізм врегулювання (Регламент ЄМВ) і почала роботу 1 січня 2015 року. 1 січня 2016 року він став повністю відповідальним за санацію та відтоді був органом санації для приблизно 143 значущих банківських груп, а також будь-якої транскордонної банківської групи, створеної в країнах-учасницях.